# Patmos Peak
Der Patmos Peak (englisch; bulgarisch връх Патмос wrach Patmos) ist ein 1900 m hoher Berg im westantarktischen Ellsworthland. In der südlichen Bastien Range des Ellsworthgebirges ragt er 4,66 km nordwestlich des Bergison Peak, 13,65 km südöstlich des Wild Knoll, 9,6 km südlich des Mount Fisek und 22,54 km westlich des Mount Inderbitzen auf. Der Nimitz- und der Karasura-Gletscher liegen nordöstlich, der obere Abschnitt des Minnesota-Gletschers südwestlich von ihm.
US-amerikanische Wissenschaftler kartierten ihn 1961 und 1988. Die bulgarische Kommission für Antarktische Geographische Namen benannte ihn 2014 nach der mittelalterlichen Festung Patmos im Süden Bulgariens.